# Бартолинијева циста
Бартолинијева циста (енгл. Bartholin's cyst) настаје када Бартолинијева жлезда бива блокирана у усминама. Мале цисте могу довести до минималних симптома. Веће цисте могу довести до отока на једној страни роднице што може покренути болове током сношаја или ходања. Ако се циста инфицира може доћи до апсцеса који је обично црвене боје и веома је болан. Ако нема симптома лечење није потребно. Бартолинијева циста је ретка болест, погађа око два одсто жена у неком тренутку њиховог живота. Најчешће се јављају у периоду рађања.
Када циста постане непријатна или болна, онда се препоручује дренажа. Пожељна метода је уметање Вордовога катетера на четири седмице. Може се користити и хируршка процедура позната као марсупијализација или, ако проблеми потрају, може се уклонити цела жлезда. Уклањање и/или биопсија понекад се препоручује особама старијим од 40 година како би се осигурало присуство рака. Антибиотици генерално нису потребни за лечење.
Узрок Бартолинијеве цисте је непознат. Апсцес је резултат бактеријске инфекције, али обично није полно преносива инфекција. Уз њу ретко иде гонореја. Дијагноза се обично заснива на симптомима и на прегледу.

## Етимологија
Циста је добила име по Каспару Бартолину Млађем који је тачно описао жлезду 1677. године која је добила име Бартолинијева жлезда, на којој се ствара споменута циста. Основни механизам саме цисте утврдио је акушер Самјуел Бафорд Ворд 1967. године.

## Релевантна анатомија
Бартолинијеве  жлезде су јајоликог облика, дужине 1,5 cm и ширине 0,5 cm. Налазе се  између вагине и припоја клиториса , који их делимично покрива.  Изводни канал сваке жлезде дугачак је 1,5-2 cm и отвара се бочно до вагиналног отвора, у лабиохименалном жлебу / вагиналном предсобљу) вулве.
Исхрањује их крвљу спољашња пудендална артерија.
Лимфна дремнажа врши се преко површинске ингвиналне и карличне ганглије.
Инервацију обезбеђује пудендални живац.

## Епидемиологија
Два идсти ђеба че у неком тренутку свог живота имати цисту на Бартолинијевој жлезди. Јављају се по стопи од 0,55 на 1000 човеко-година, а код жена од 35 до 50 година старости по стопи од 1,21 на 1000 човеко-година. Латиноамеричке жене могу бити чешће погођене него беле жене и црнкиње. Ризик од развоја цисте Бартолинијеве жлезде се повећава бројем порођаја. Ризик од ове цисте расте са годинама, али стаје на менопаузи и тада креће да се смањује.

## Патофизиологија
Циста на Бартолинијевој жлезди се развија када је жлезда блокирана. Блокада може бити узоркована инфекцијом или слузним чеповима. Секрет из Бартолинијеве жлезде се тада задржава и формира цисту.

## Клиничка слика
Већина Бартолинијевих циста не изазива никакве симптоме, чак и ако неке могу изазвати бол током ходања, седења, и/или сношаја (диспареунија). Обично су величине од једног до четири центиметара и налазе се на средини мале усне стиднице. Већина Бартолинијевих циста погађа само леву или десну страну мале усне стиднице. Док мале цисте обично нису болне, веће цисте могу изазвати велики бол.

## Дијагноза
Друга стања која се могу појавити на сличан начин, између осталог су: липом и епидермоидна циста. Женама старијим од 40 година се може препоручити биопсија како би се искључила опција рака.

## Терапија
Ако Бартолинијеве цисте нису болне или непријатне, лечење некада није ни потребно. Мале, асимптоматске цисте се могу посматрати оком времена да би се проценио њих развој. У случајевима који захтевају интервенцију, може се поставити катетер за дрежану цисте или се циста може хируршки отворити да би се створила трајна кеса. Интервенција има стопу успешности од 80 одсто, без обзира на метод који се користи.
Катетеризација је мала процедура која се може обавити локалном анестезијом. Мала цев са балоном на крају (потната као Вордов катетер) може се уметнути у цисту. Балон се затим надувава и оставља. Катетер остаје на родници две до четири седмице, дренирајући течност и изазивајући формирање нормалног отвора жлезде, после чега се катетер уклања. Катетери генерално не ометају нормалну активност жена, али оне не могу да упражњавају вагинални секс док је катетер на њиховој родници.
Цисте се такође могу трајно отворити, то се зове марсупијализација, која укључује отварање жлезде кроз рез како би се осигурало да канал за излучивање остане отворен. Ако се циста инфицира, може се отворити и почети да зараста после три-четр дана. Против болова се могу користити ибупрофен, а купка у седећем положају такође има олакшавајућа дејства. Топли облози такође могу убрзати зарастање.

## Прогноза
Иако Бартолинијеве цисте могу бити прилично болне, оне нису опасне по живот. Настанак нових циста се не може апсолутно спречити, али хируршко или ласерско уклањање цисте смањује вероватноћу да ће се нова формирати на истом месту. Жене које имају цисту, имају и већу вероватноћу да ће је добити у будућности од оних које никада нису имале то.